# アクシアル リテイリング

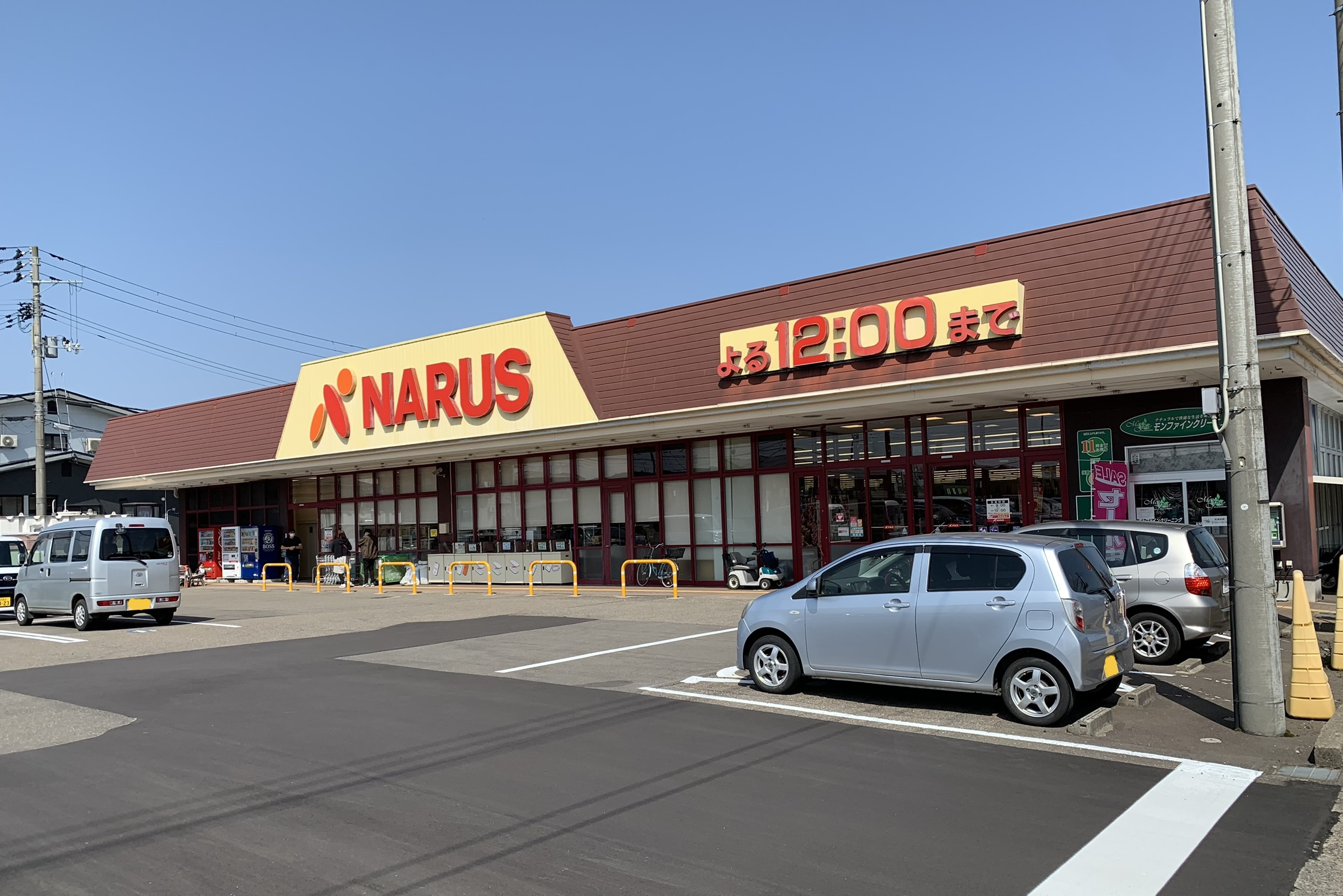
ナルス鴨島店（新潟県上越市）

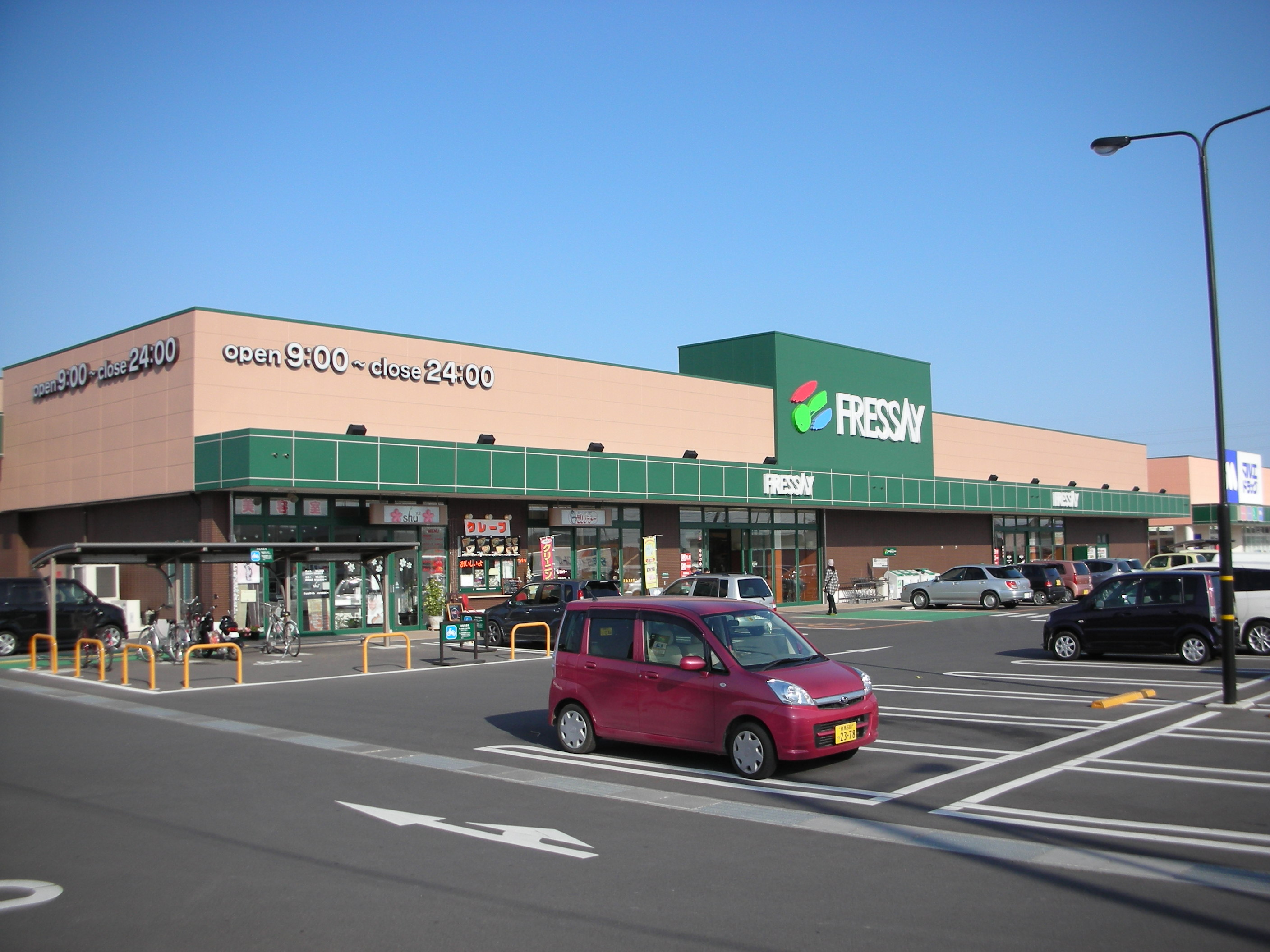
フレッセイ田部井店（群馬県伊勢崎市）

アクシアルリテイリング株式会社（英称：Axial Retailing Inc.）は、新潟県長岡市に本社を置くスーパーマーケット事業等を展開する企業グループの純粋持株会社。
新潟県を中心にスーパーマーケット「原信」「ナルス」、パン・菓子製造販売「ボン・オーハシ」などを、群馬県を中心にスーパーマーケット「フレッセイ」などを展開している。

## 概要
アクシアル リテイリンググループは、1907年に新潟県長岡市で創業、1963年にスーパーマーケット事業を開始し、以後新潟県内各地で店舗を展開している株式会社原信（はらしん）、1959年に新潟県直江津市（現：上越市）でスーパーマーケット事業を開始し、同県上越地方と中越地方で店舗を展開している株式会社ナルス、新潟県長岡市に本社を置きグループ各社の食品加工やパン・菓子のブランド「ボン・オーハシ」などを手掛ける株式会社ローリー、1850年に群馬県前橋市で創業、1958年にスーパーマーケット事業を開始し、以後群馬県・栃木県・埼玉県北部など関東地方北部で店舗を展開している株式会社フレッセイ、その他関連事業を展開する各社によって構成されている。
グループ全体売上高の約9割を占めるスーパー事業においては、3つの店舗ブランドのいずれもCGCグループに加盟しており、「原信」は新潟県51店舗、長野県4店舗、富山県2店舗、「ナルス」は新潟県14店舗の計71店舗（2013年10月1日現在、他に100円ショップ「キャンドゥ」のフランチャイズ1店舗）、「フレッセイ」は3県で合計44店舗（同日現在、他に100円ショップ「ダイソー」のフランチャイズ5店舗）を展開している。新潟県においては県内資本のスーパーではトップシェアを占める。
前身の原信ナルスホールディングスのスーパー事業2社のうち原信は、スーパー創業当初は長岡市内だけで店舗を展開してきたが、1970年代後半から県内各地への店舗展開を積極的に進め、また1990年代以降からはショッピングセンターを中心としたデベロッパー事業も展開。1997年以降には長野県と富山県にも進出するなど、事業規模を徐々に拡大してきた。一方のナルスも、創業当初は上越市周辺で店舗を展開し、1970年代から下越地方など県内各地へ出店をはじめた。だが輸送コストや収益性などの問題から1980年代以降に撤退をはじめ、以後は再び上越地方を中心に店舗展開を進めてきたほか、家電量販店大手の上新電機が新潟県内に進出する際には、同社との合弁企業「ジョーシンナルス」を1989年に設立して店舗展開を進めた（同社は現在のジョーシン北信越にあたるが、ナルスはのちに全株式を上新電機へ譲渡したため資本関係は消滅している）。
しかし1990年代以降、上越市周辺において両社同士による出店競争に加え、県外から大型ショッピングセンターが相次いで進出したことなどから、経営戦略の練り直しを幾度となく迫られてきた。さらに近年、イオンやユニーなど県外の大手スーパー各社が県下全域で大規模店舗を展開しはじめたことから、県内のスーパー各社はこれら大手各社との熾烈な競争を強いられることとなった。
こうした背景から両社は経営基盤の強化を図るため、2006年4月1日、原信がナルスと株式交換を行い経営統合。（旧）原信を持株会社化し商号を「原信ナルスホールディングス」へ変更した上で、スーパーマーケット等の事業部門を子会社化した。合併前、原信はCGCグループに、ナルスはオール日本スーパーマーケット協会(AJS)に加盟していたが、経営統合に際してナルスはAJSを脱退のうえCGCグループに加盟した。
一方、パン・菓子の製造と販売を手掛けていた長岡市のボン・オーハシと子会社のローランローゼは、2004年に発生した新潟県中越地震で製造設備に被害を受けるなどして販売高が激減し、2006年9月8日付で民事再生法の適用を申請。同社にパン・菓子の製造を委託していた原信ナルスHDグループは申請直後から経営支援に乗り出し、2007年8月に完全子会社化した。さらに2011年に食品加工部門のローリーに吸収合併されたため法人としては解散したが、「ボン・オーハシ」のブランド自体は現在も存続している。
ナルスは1985年10月から回転寿司店「廻鮮日本海」を、主に上越・中越地方を中心に展開してきたが、競争激化により業績改善が困難であることから2009年春をもって事業撤退が決まり、撤退時点で営業していた7店舗のうち3店舗を元気寿司へ譲渡し、残る4店舗は順次閉鎖された。元気寿司は譲渡後「廻鮮日本海」の店舗ブランド名を継続使用しつつ1店舗を閉鎖し、残った長岡市の古正寺店と柏崎市の柏崎店の2店舗については中級価格帯店舗「千両」へ業態を統合した（2013年10月現在）。
さらに2013年10月1日には関東地方北部を地盤とし、同じCGCグループに加盟する群馬県のフレッセイホールディングスと経営統合し、フレッセイHDと株式交換によって完全子会社とする形で傘下とした上で、商号を「アクシアル リテイリング」に改称した。この際に中間持株会社となったフレッセイHDは、傘下の事業子会社であったフレッセイを2014年4月1日付で吸収合併して商号を「株式会社フレッセイ」に改称し、現在に至っている。
原信では1999年より全店舗でレジでのチェックアウトと並行する形で買い上げ商品の袋詰めサービス（サッカーサービス）が行われている。また、2003年以降は24時間営業の店舗も一部設定されている。また一部の店舗にはインストアベーカリーを設け、焼きたてのパン・菓子を販売している。
また店舗以外でも、新潟県の離島を除く全域を配達エリアとする食品・生活雑貨の通販サイト「原信ネットスーパー」の運営を手掛けている。

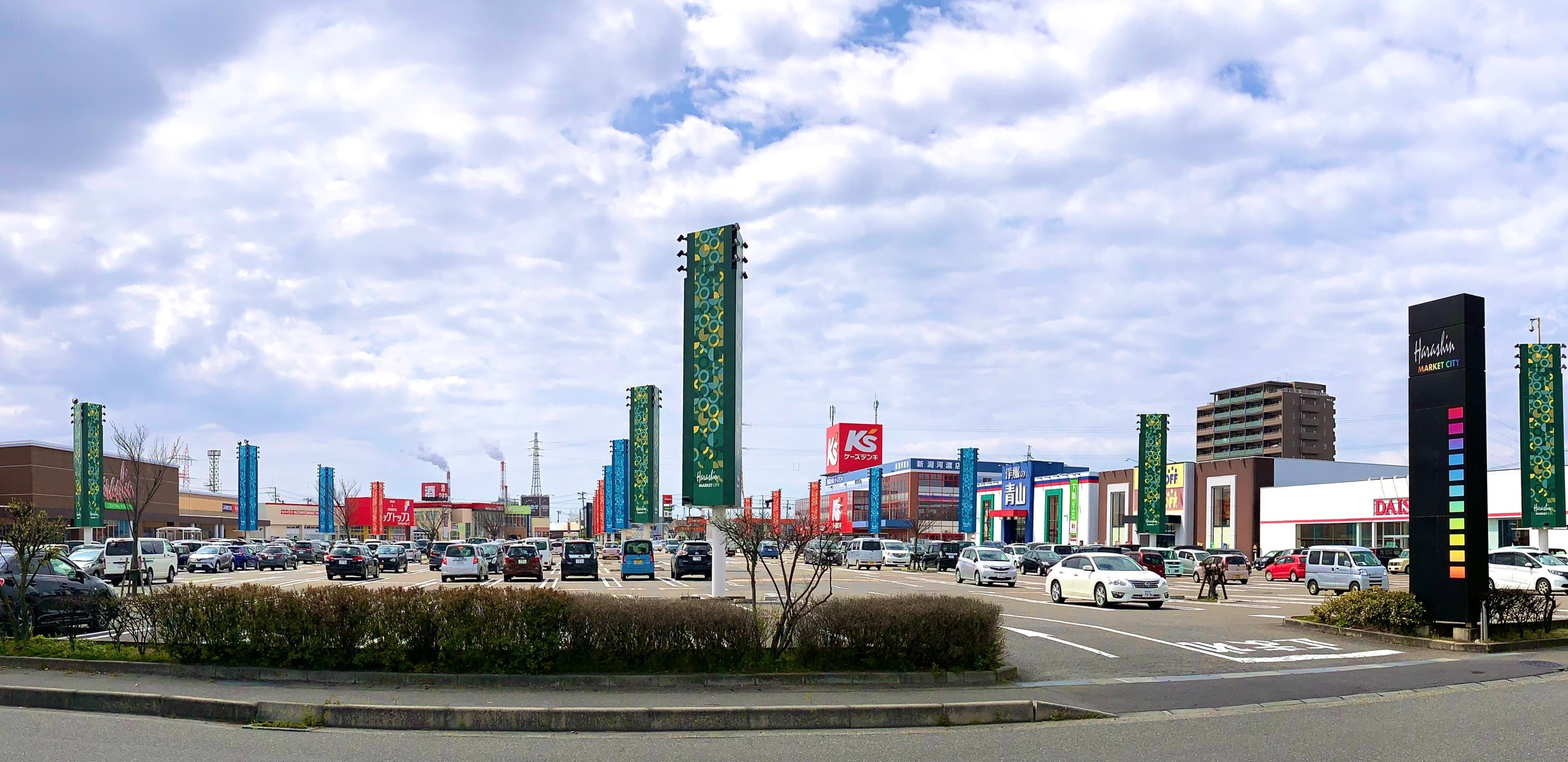
原信マーケットシティ河渡（新潟市東区）

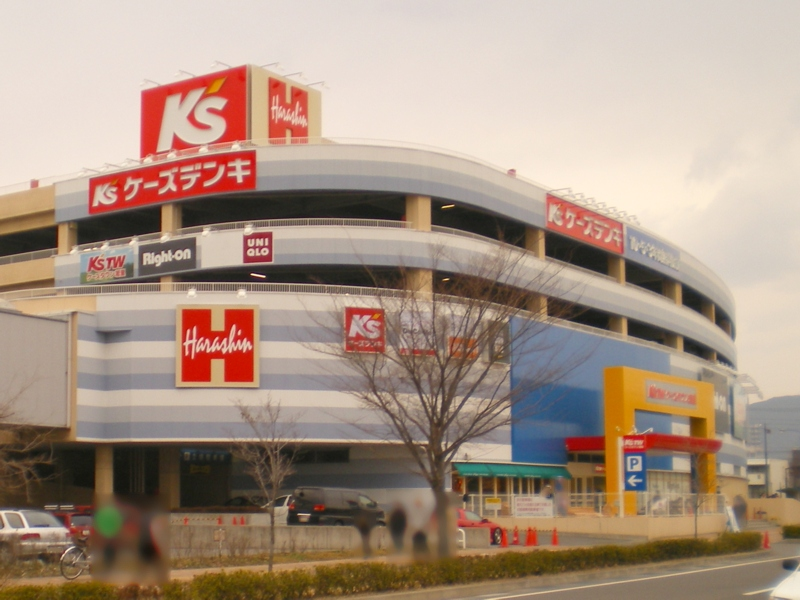
原信若里店が入居する「ケーズタウン若里」（長野県長野市）

デベロッパー事業においては、老朽化した既存店舗に代わる形でのスクラップアンドビルドの実施をはじめ、スーパーを中心に広大な駐車場を備え、ロードサイド型店舗を複数集積した郊外型複合商業施設「原信マーケットシティ」を展開している他、長野市では経営再建に伴い閉鎖されたダイエー長野若里店跡の再開発を北越ケーズ（ケーズホールディングス子会社）、コダマ（現：ココカラファインヘルスケア）など県内各社とともに手掛け、2007年3月8日に複合商業施設「ケーズタウン若里」としてリニューアルオープンさせた。
なおアクシアルでは、従来の店舗ブランド「原信」「ナルス」「フレッセイ」などは経営統合後も引き続き存続させ、共同仕入れやソフトウェア、プライベートブランド商品の開発などで経営強化を図る方針を打ち出している。原信・ナルスとフレッセイの商品券はグループ内で相互に使用できるほか、CGCグループ各社が発行するトヨタファイナンスの「TS CUBICカード」は、原信・ナルスでは「原信ナルスカード」、フレッセイでは「フレッセイカスタマーカード」としてそれぞれ個別に発行している。
このほか、ナルスとフレッセイではそれぞれ独自のポイントカードサービスとして、ナルスカードとFRESSAYポイントカードを運営している。
2020年、食品小売業として初めて日本科学技術連盟の日本品質奨励賞の「TQM（総合的品質管理）奨励賞」を受賞した

## 名称の由来
アクシアル リテイリング
「axial」は英語で「軸の」「軸上の」などを意味する形容詞で、英語で「小売業」を意味する「retailing」と組み合わせている。
原信
ろうそく店を創業した原信吾（はら しんご）に因んでいる。信吾の息子の原信佐（はら のぶすけ）が原信商店を創業した際、姓の「原」と名前の一字「信」を取って商号とした。
なお信悟は、前原信ナルスHD代表取締役社長の原信一（はら しんいち）の祖父、現在原興産代表取締役社長などを務める原信博（はら のぶひろ）の曽祖父にあたる。
ボン・オーハシ
「ボン」はフランス語で「素晴らしい」を表す"bon"に由来する。「オーハシ」はかつての屋号「大橋屋」に因むものだが、この「大橋」は長岡市内の信濃川に架かる橋梁「長生橋」を表したもの。創業地には現在も、ボン・オーハシ事業部の洋菓子工場が所在する。
この他新潟市中央区に本社を置き、ローリーのボン・オーハシ事業部と同業のパン・菓子製造などを手掛ける「株式会社ボンオーハシ」が事業を行っており、マークの意匠も全く同一であった。元々1969年、オーハシ（当時）が新潟市に出店したのを機に1973年に法人として分離独立したものだが、東日本大震災の影響により売り上げが激減するなどして2011年6月17日付で事業停止となり、工場と直営3店舗を閉鎖した。なお新潟市中央区のボンオーハシは現在のローリーとは全く別資本となっており、原信ナルスHDグループとの直接的な資本関係はない。
フレッセイ
1992年のコーポレートアイデンティティ導入の際、「新鮮」を表す「Fresh」と、旧商号の「マツセー（松清）」の「清」を音的に継承させ、他に「勢」「生鮮」「誠実」などの意味を持たせた「Say」とを組み合わせた造語を、商号および店舗ブランドとして用いた。

## 沿革

### 原信
- 1907年（明治40年） ：初代、原信吾がローソクの製造販売業を創業。その後、陶磁器の販売にも乗り出す。
- 1953年（昭和28年）：有限会社原信商店を創業（出資金500万円）。
- 1963年（昭和38年）：食料品、日用雑貨、衣料などを扱うバラエティストアを長岡市に出店。
- 1967年（昭和42年）8月：株式会社に改組し、株式会社原信設立。長岡市に食品スーパー「原信東坂之上店」（1976年に近隣へ移転し原信プリーズ店に改称、2008年9月26日閉店）を出店。
- 1977年（昭和52年）：長岡市外初の店舗を栃尾市（現長岡市）に出店。以後、県内各地に進出する。
- 1978年（昭和53年）：食品加工部門の子会社として、株式会社ローリーを設立。
- 1979年（昭和54年）：CGCジャパンに加入、商品供給契約を締結する。
- 1980年（昭和55年）：南蒲原郡中之島村大字中之島（現長岡市）に、配送センターを開設。
- 1982年（昭和57年）：中之島町大字中興野（現長岡市）に、現本部事務所を移転（本社登記は長岡市のまま）。
- 1984年（昭和59年）：中之島町の配送センターを増強、生鮮食品の集中加工機能を有する物流センター（現原信中之島物流センター）を開設。小千谷市の食品スーパー「福屋」の株式と経営権を取得。また自動車販売事業として「株式会社オートラマ新潟」を設立。フォード車の販売を始める。
- 1985年（昭和60年）：長岡市の食品スーパー「チュリップストア」を吸収合併。
- 1986年（昭和61年）：長岡市などが出資する第三セクターテレビ局の長岡ケーブルテレビ（現エヌ・シィ・ティ）の設立にあたり出資。
- 1988年（昭和63年）：当時の新潟証券取引所に上場。
- 1990年（平成2年）：上越地方の食品スーパー「こたやストアー」（本社新井市）の株式と経営権を取得[5]。
- 1991年（平成3年）：福屋（本社小千谷市）、こたやストアーの2社を吸収合併[6]。また西蒲原郡吉田町（現燕市）に初の第一種大型店舗「吉田ショッピングセンター」を出店し[7]、SCを中心とするデベロッパー事業に進出する。
- 1994年（平成6年）：食料品主体のディスカウントストア「ビッグハウス[注 1]」を出店[8][9]（2005年に業態撤退し、ブランドを「原信」に一本化）。オートラマ新潟の商号を「株式会社フォード新潟」に改称。
- 1997年（平成9年）：新潟県外初の店舗「原信東和田店」を長野県長野市に出店[10]（2001年閉店[11]。2002年に再進出し中野市に原信マーケットシティ中野を開業[12]。但し、こたやを吸収した際に飯山市の店舗を引き継いで営業を継続、その後合理化で閉店）。
- 1999年（平成11年）：富山県に初出店（黒部市）[13]。
- 2000年（平成12年）：新潟証券取引所の統合廃止に伴い、東京証券取引所第2部に上場。
- 2002年（平成14年）：フォード新潟の株式を、長岡市の自動車販売業「株式会社オートパーク長岡」（現：株式会社オートパーク）へ売却、自動車販売事業から撤退する。

### ナルス
- 1959年（昭和34年）：株式会社 主婦の店直江津店として設立、1号店オープン（のちのナルス直江津駅前店、2000年頃老朽化のため閉店、施設は撤去済）。その後商号を株式会社主婦の店ナルスに改称。
- 1979年（昭和54年）：商号を株式会社ナルスに改称。
- 1985年（昭和60年）：東華楼（本社新潟市）とのFC契約により回転寿司店の1号店（一心寿司）オープン[14]。
- 1989年（平成元年）：上新電機との合弁企業、ジョーシンナルス株式会社を設立[15]（新潟ジョーシン→現：ジョーシン北信越）。
- 1990年（平成2年）：中頸城郡頸城村大字西福島（現：上越市頸城区）に、物流センター（現：ナルスくびきセンター）開設。

### ボン・オーハシ
- 1953年（昭和28年）：菓子商を営んでいた大橋屋を株式会社に改組、株式会社大橋屋本店設立。
- 1965年（昭和40年）：商号を株式会社オーハシに改称。
- 1973年（昭和48年）：新潟市で1969年に出店した「オーハシ西堀店」の運営法人が分離独立（のちの株式会社ボンオーハシ、2011年6月17日事業停止）。
- 1983年（昭和58年）：商号を株式会社ボン・オーハシに改称。
- 1986年（昭和61年）：1979年に創設したハイグレード洋菓子部門「ローランローゼ」を分社化、株式会社ローランローゼ設立。

### 原信ナルスHDグループ
- 2006年（平成18年）：原信とナルスが経営統合。原信の商号を原信ナルスホールディングス株式会社に改称したうえで、事業部門を新たに設立した株式会社原信に譲渡して純粋持株会社となり、ナルス・原信と関連会社を子会社化。また本店登記を長岡市坂之上町一丁目（原信プリーズ店）から、同市中興野（本部事務所）に変更。
- 2007年（平成19年）：東京証券取引所第1部へ指定替え。前年民事再生法の適用を申請し、原信ナルスHD傘下で経営再建を進めていた株式会社ボン・オーハシと、その子会社の株式会社ローランローゼを完全子会社化。またエヌ・シィ・ティ株を同年設立されたCCJへ譲渡、連結対象外となる。
- 2008年（平成20年）：ボン・オーハシとローランローゼを経営統合。ボン・オーハシを存続会社として事業を一本化し、ローランローゼを解散。上越市大字石沢にナルス上越物流センターを開設、柏崎市以西に所在する計25店舗の物流・食品加工・リサイクルの機能が統括される。
- 2009年（平成21年）：フードサービス事業から撤退、ナルスが回転寿司店「廻鮮日本海」3店舗を元気寿司へ譲渡。また業態が重複する子会社の印刷業「高速印刷」広告代理業「アイプランニング」の2社を経営統合。アイプランニングの全株式を高速印刷が取得し、高速印刷が存続会社となる。
- 2010年（平成22年）：原信ナルスHD傘下各社などが82.5%を出資し、グループ各社への動産貸与や資金貸付などを行っていた原信関連事業協同組合を解散。
- 2011年（平成23年）：ローリーとボン・オーハシを経営統合。ローリーを存続会社として事業を一本化しボン・オーハシを解散、ローリー社内に「ボン・オーハシ事業部」を開設。

### アクシアルRグループ
- 2013年（平成25年）10月1日：原信ナルスHDとフレッセイHDが経営統合。原信ナルスHDの商号をアクシアル リテイリング株式会社に改称し、フレッセイHDを連結子会社化、中間持株会社とする。
- 2014年（平成26年）
  - 1月6日：グループのプライベートブランド商品の企画・製造・取引等を行う子会社として、アクシアル レーベル株式会社を設立。
  - 4月1日：フレッセイHDが事業子会社のフレッセイを吸収合併、株式会社フレッセイに商号変更。

## 広報活動
- 長岡まつり大花火大会では毎年、『正三尺玉』へのスポンサーとなっている。（原信の名義で、長岡空襲に対する「慰霊・復興祈願・世界平和への祈り」の3つの想いを込めて、3発打ち上げる）[16]

## グループ企業
- 原信
- ナルス
- フレッセイ
- 原信ナルスオペレーションサービス
- アクシアル レーベル
- 原信ネットオーダー
- ローリー
ローリーは新潟県長岡市に本社を置く総菜・菓子メーカー。原信・ナルスに納品する総菜・弁当、和菓子など、前述の通り原信・ナルスで販売する「ボン・オーハシ」ブランドでのパンや洋菓子などを調製している。2021年3月からは「山理屋 小国饅頭」の製造も始めた[17]。元は長岡市の旧小国町地域で営業してきた1917年創業の山理屋菓子舗が半世紀以上にわたって製造・販売してきた商品。店主の病気のため2020年に休業（2021年3月廃業）となった際、周辺地域の原信に商品を卸していたことからアクシアルリテイリングに製造引継ぎの要請があり、アクシアルリテイリングの子会社であるローリーが山理屋に職人を派遣して製法を受け継ぎ、同社工場での製造で販売を始めたもの[17]。
- 原興産
- アイテック
- 高速印刷
- 高翔商事